# Kanfanar
Kanfanar (italienska: Canfanaro) är en kommun och ort i Kroatien. Kommunen har 1 457 invånare (2001) och ligger i Istriens län på den istriska halvön i den nordvästra delen av landet.

## Orter i kommunen
Kanfanar utgör huvudorten i kommunen med samma namn. I kommunen finns förutom Kanfanar följande 21 orter: Barat, Brajkovići, Bubani, Burići, Červari, Draguzeti, Dubravci, Jural, Korenići, Kurili,  Ladići, Marići, Maružini, Matohanci, Mrgani, Okreti, Pilkovići, Putini, Sošići, Šorići och Žuntići.

## Historia
Kanfanar finns omnämnt i ett dokument daterat den 8 maj 1096.
Orten började utvecklas till ett större samhälle under 1630-talet sedan invånare från det närbelägna och av krig och malaria plågade Dvigrad började bosätta sig i Kanfanar.
Under den österrikiska administrationen i slutet av 1800-talet blev Kanfanar en viktig trafikplats för järnvägsnätet. 1876 öppnades ett järnvägsspår till Pula och ett till närbelägna Rovinj. Det senare togs ur bruk 1966.

## Kultur
Varje år i juli, på Sankt Jakobs dag, hålls en marknad och festival i Kanfanar där de bästa boškarinoxarna utses.

## Kommunikationer
Vid Kanfanar ligger en av Istriens viktigaste trafikplatser. Här möts motorvägarna A8 och A9 som tillsammans utgör det Istriska Y:et.